# Thor Sällström
Thor Pehr Anders Sällström, född 22 maj 1903 i Stockholm, död 22 september 1985 i Stockholm, var en svensk läkare och lasarettschef. 
Sällström tog studentexamen vid Nya Elementar 1922 och studerade därefter vid Karolinska institutet i Stockholm. Han blev medicine kandidat 1926, medicine licentiat 1931, medicine doktor 1935 och docent i medicin 1945. Han arbetade som amanuens vid patologiska institutet vid Karolinska institutet 1932–1933, tillförordnad lasarettsläkare vid patologiska avdelningen i Umeå och tillförordnad läkare vid Umeå epidemisjukhus 1933, extraordinarie underläkare vid epidemisjukhuset i Stockholm 1935–1936, extraordinarie amanuens vid medicinska kliniken på Serafimerlasarettet 1936–1937, vikarierande förste underläkare 1937, förste underläkare där 1937–1943, förste underläkare vid Söderby sjukhus 1943–1945, vikarierande förste underläkare vid medicinska avdelningen på Sabbatsbergs sjukhus 1946, förste underläkare vid neurologiska kliniken vid Serafimerlasarettet 1946–1948, överläkare vid medicinska kliniken tillika lasarettschef vid Härnösands lasarett 1948–1967.
Under sin tid vid sjukhuset i Härnösand lyckades han bland annat få medel från landstinget till en betydande tillbyggnad. Han har skrivit ett flertal artiklar i medicinsk och geografisk patologi. 
Utöver sin läkargärning var han aktiv inom musiklivet. Som ordförande i Västernorrlands läns Musikförbund bidrog han till grundandet av Kappelsbergs musikskola. Han var även en god amatörmålare.  
Han var son till byggmästare och ingenjör Pehr Sällström och Astrid Sjögren samt bror till  Folke Sällström. År 1939 gifte han sig med läkaren Birgitta Sällström, född von Sydow; makarna fick sex barn. 